# 제롬 로빈스

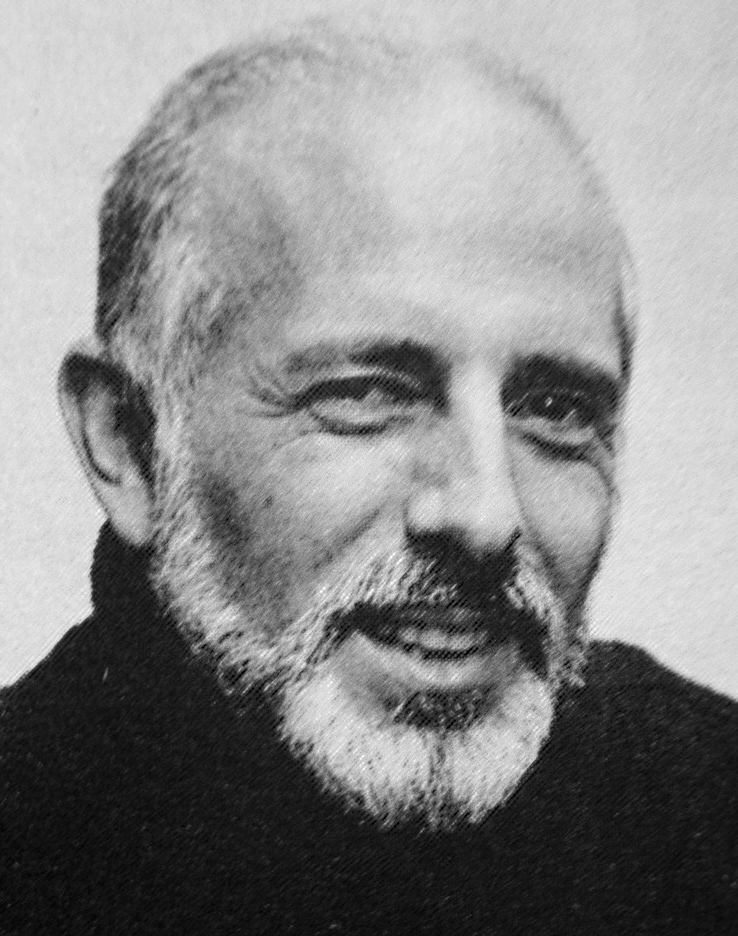
제롬 로빈스

제롬 로빈스(Jerome Robbins, 1918년 10월 11일 ~ 1998년 7월 29일)는 클래식 발레, 무대, 영화, 텔레비전 방송에서 활동한 미국의 촬영가, 감독, 댄서, 영화 제작자이다.

## 브로드웨이 제작 및 저명한 발레
- 1939 Stars in Your Eyes – 뮤지컬
- 1939 The Straw Hat Revue – 공연
- 1941 지젤 – 발레
- 1951 왕과 나 (뮤지컬) – 뮤지컬
- 1954 피터 팬 – 뮤지컬
- 1957 웨스트 사이드 스토리 – 뮤지컬